# Saffré
Saffré è un comune francese di 3 538 abitanti situato nel dipartimento della Loira Atlantica nella regione dei Paesi della Loira.

## Società

### Evoluzione demografica
Abitanti censiti

## Monumenti

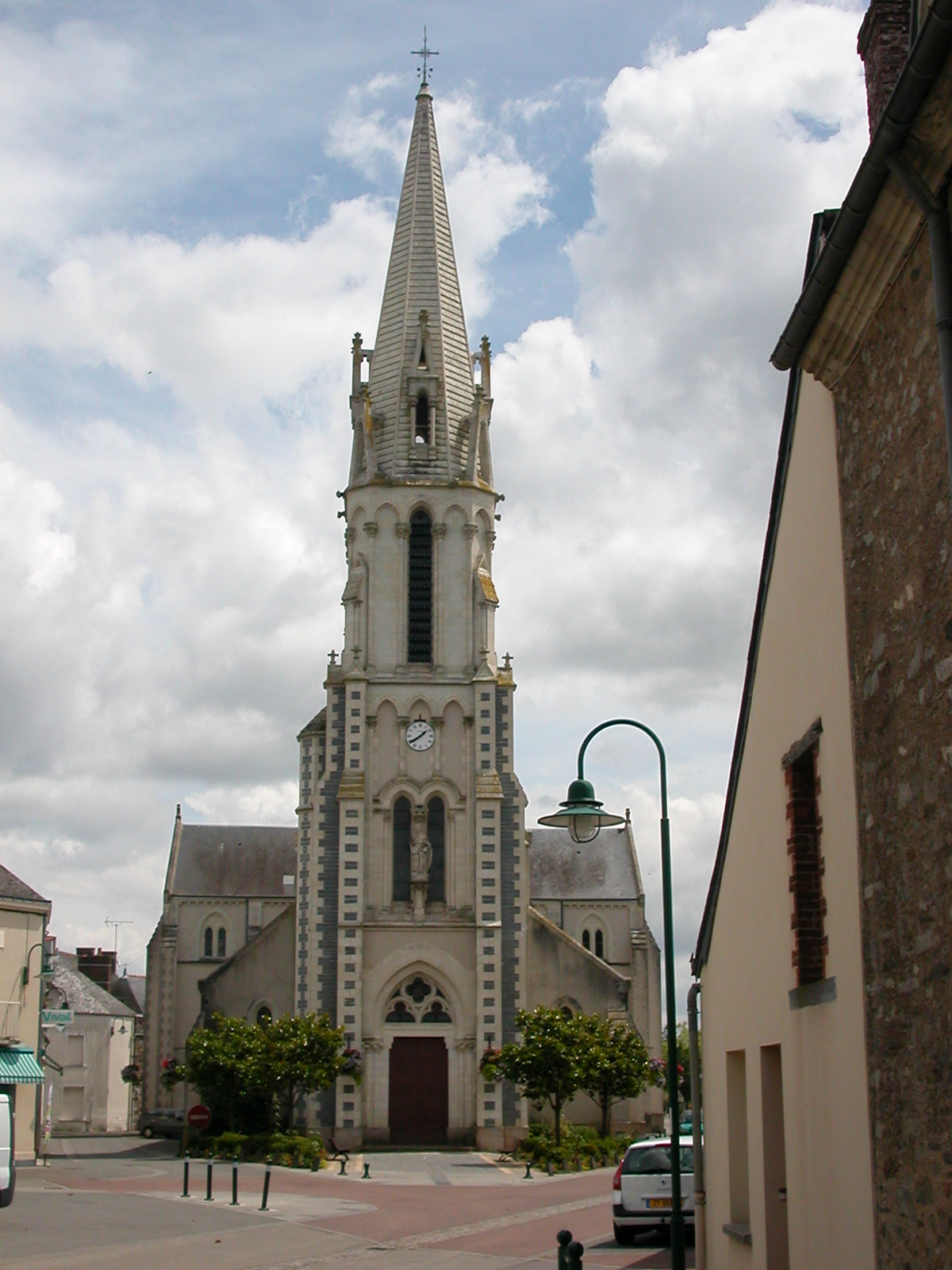
Chiesa
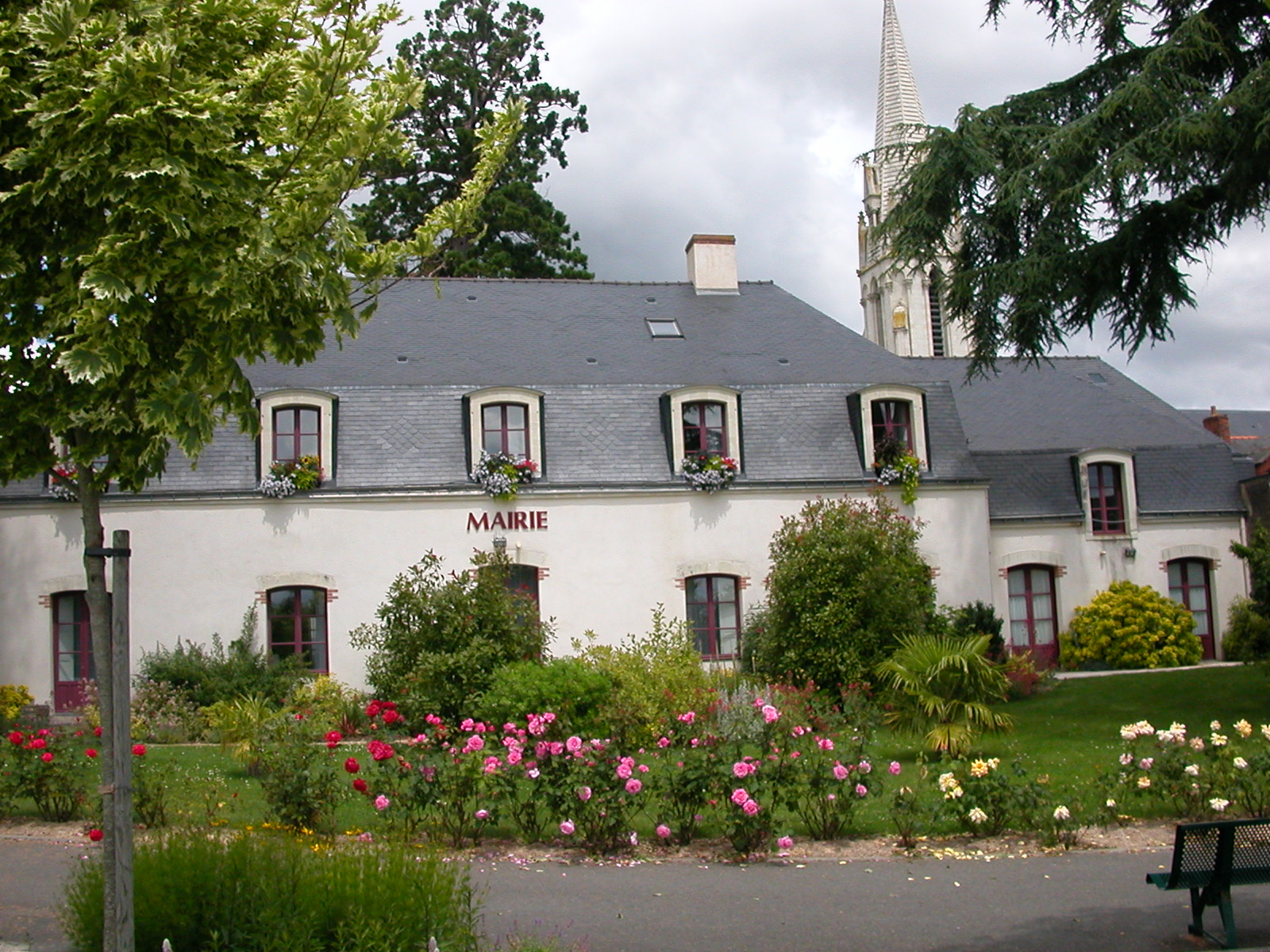
Municipio
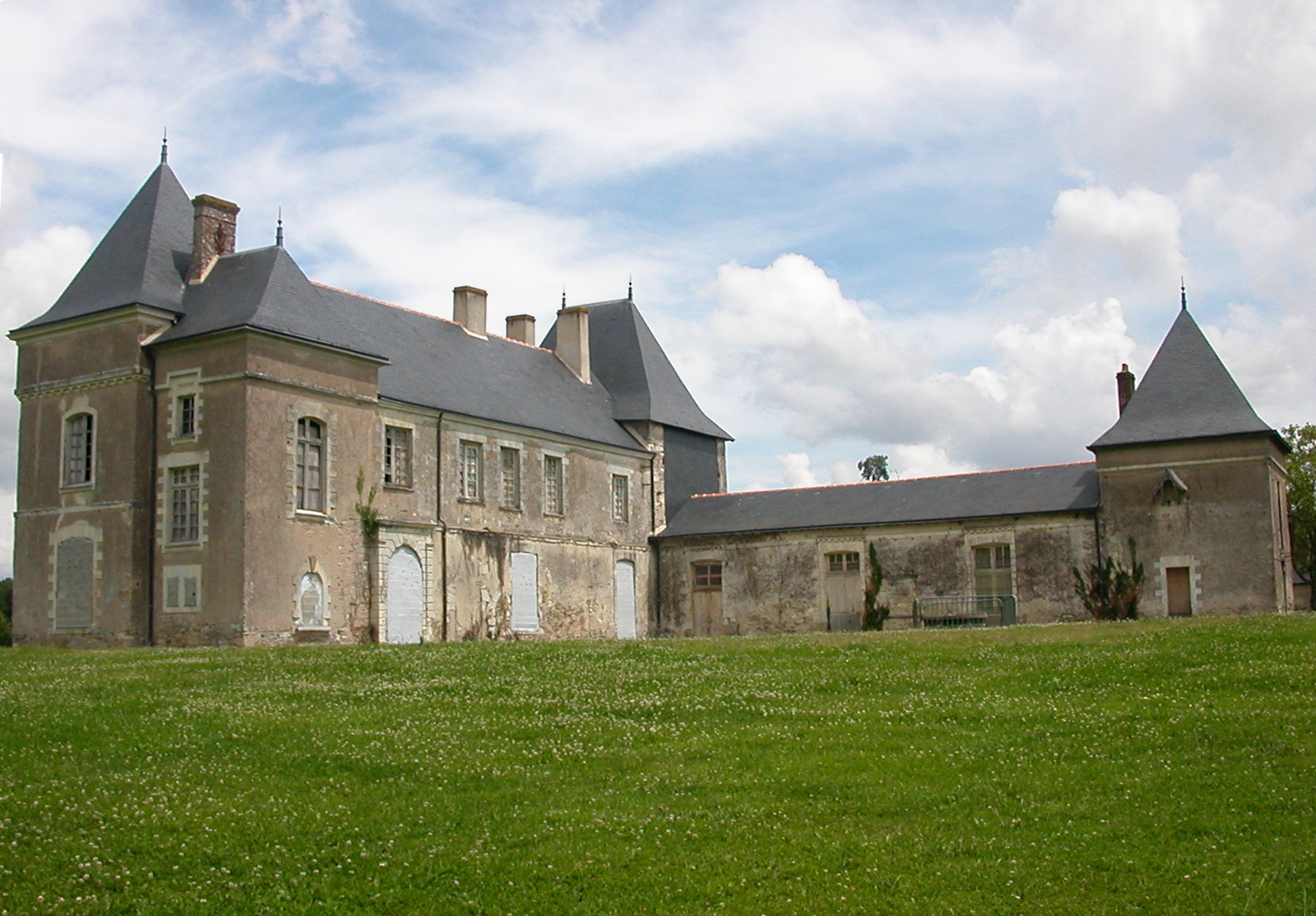
Castello di Saffré
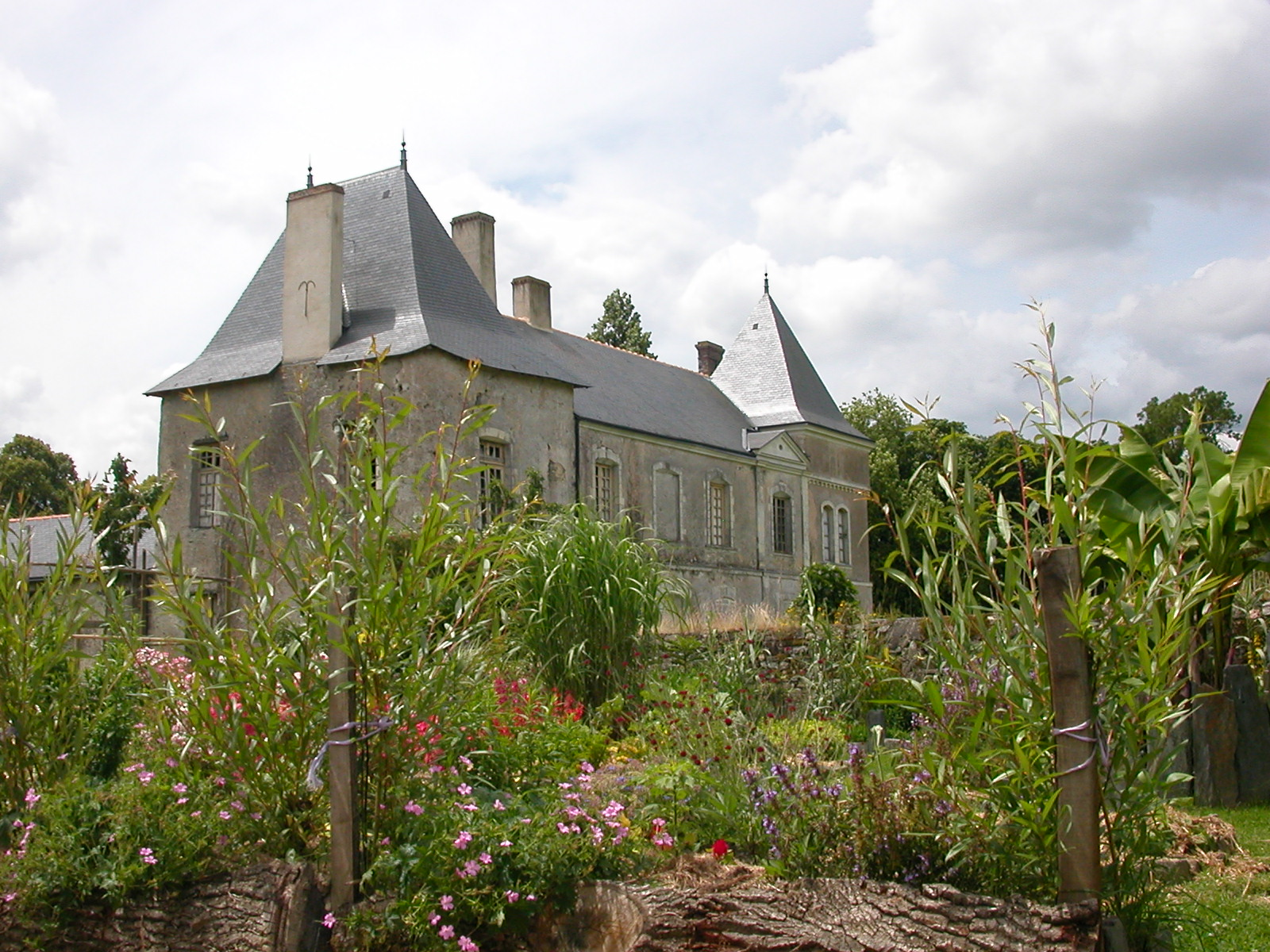
Orto del castello
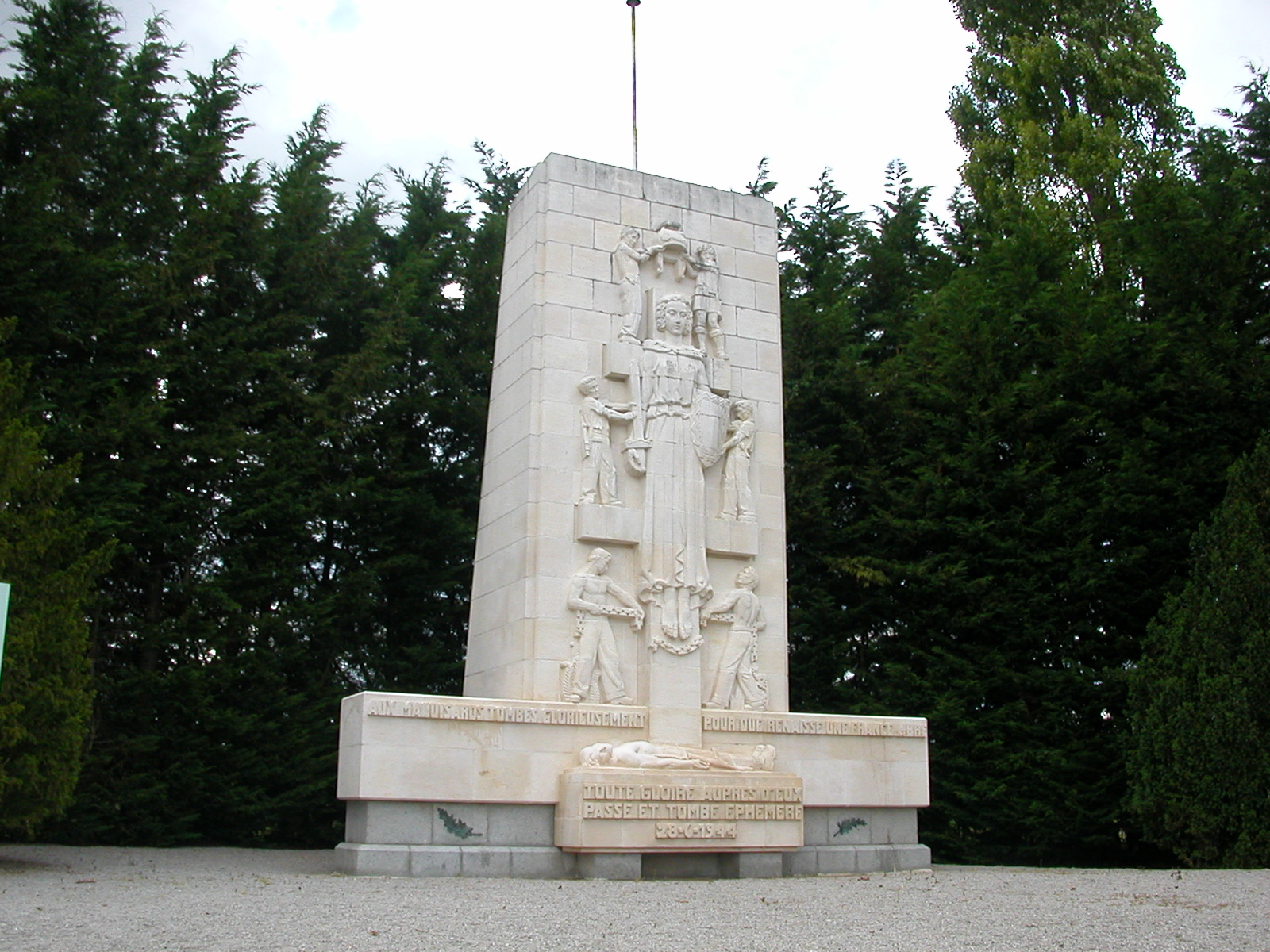
Monumento commemorativo del maquis